# Isaac (football)
Pour les articles homonymes, voir Isaac (homonymie).
Boelua Lokuli, plus connu sous le nom d'Isaac (né le 3 avril 1977 en Angola) est un joueur de football international angolais, qui évoluait au poste d'attaquant.

## Biographie

### Carrière en club
Lors de la saison 2001-2002, il joue trois matchs en première division turque avec l'équipe d'Antalyaspor.

### Carrière en sélection
Isaac reçoit quatre sélections en équipe d'Angola entre 2000 et 2001, inscrivant deux buts.

## Palmarès
| 1º de Agosto \| - Championnat d'Angola (2) : - Champion : 1998 et 1999. - Meilleur buteur : 1999 (16 buts). - Coupe d'Angola : - Finaliste : 1998. \| \| - Supercoupe d'Angola (1) : - Vainqueur : 2000. - Coupe d'Afrique des vainqueurs de coupe : - Finaliste : 1998. \| |  | Petro de Luanda - Championnat d'Angola (1) : - Champion : 2008.                                                 |
| - Championnat d'Angola (2) : - Champion : 1998 et 1999. - Meilleur buteur : 1999 (16 buts). - Coupe d'Angola : - Finaliste : 1998. |  | - Supercoupe d'Angola (1) : - Vainqueur : 2000. - Coupe d'Afrique des vainqueurs de coupe : - Finaliste : 1998. |